# Leland D. Melvin

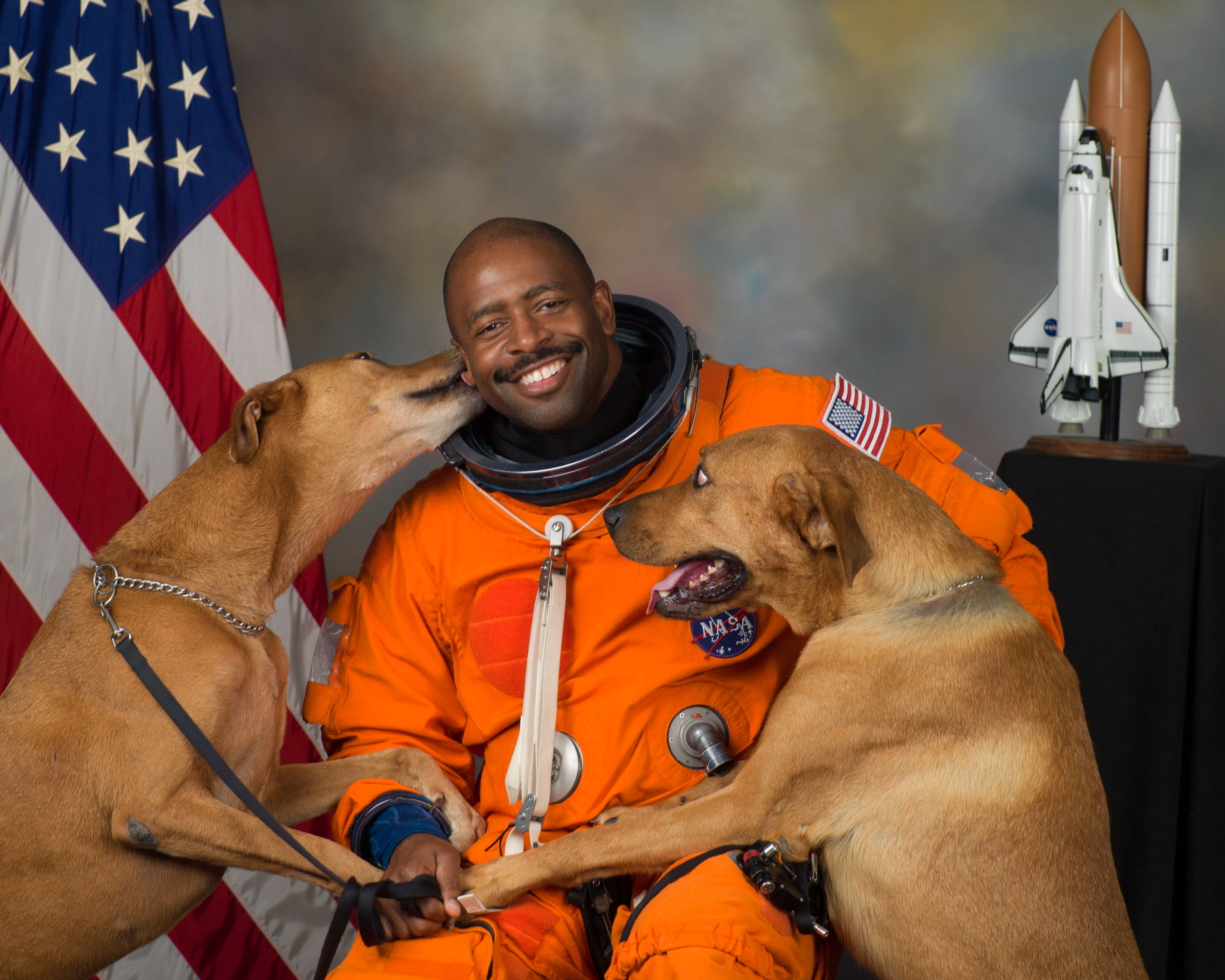
L'astronaute américain Leland D. Melvin avec ses chiens Jake et Scout le 7 août 2009.

Leland Devon Melvin est un astronaute américain né le 15 février 1964 à Lynchburg (Virginie).

## Biographie
Il étudie au Heritage High School (en) à Lynchburg (Virginie) puis à l'université de Richmond où il reçoit une Maîtrise en sciences et d'ingénierie.
Il a été sélectionné comme astronaute en 1998.

## Vols réalisés
Il réalise son premier vol le 7 février 2008, lors du vol STS-122 dans la Navette spatiale Atlantis.
Il réalise un deuxième vol en novembre 2009 avec la mission STS-129.

## Football américain
Parallèlement, il a eu une carrière de footballeur américain universitaire avec les Spiders de Richmond, avant d'être sélectionné au Draft 1986 de la NFL, pour jouer wide receiver dans l'équipe professionnelle des Lions de Detroit. Il se blesse néanmoins aux muscles ischio-jambiers durant les camps d'entrainement, l'empêchant de commencer la saison et provoquant son renvoi. Bien qu'il tente de revenir la saison suivante avec les Cowboys de Dallas, une nouvelle blessure en pré-saison l'oblige à prendre sa retraite avant d'avoir joué le moindre match professionnel.

## Honneur
L'astéroïde (108096) Melvin a été nommé en son honneur le 27 janvier 2021, dans la Minor Planet Circular no 128944.